# Roberto Peccei
Roberto Daniele Peccei (italsky: [petˈtʃɛi]; 6. ledna 1942 – 1. června 2020) byl italský fyzik, prorektor pro výzkum na Kalifornské univerzitě v Los Angeles (tuto pozici zastával mezi roky 2000–2010). Byl částicovým fyzikem, jeho hlavní zájmy ležely v oblasti elektroslabých interakcí a na rozhraní částicové fyziky a kosmologie.

## Život
Roberto Peccei se narodil v roce 1942 v Itálii. Jeho otec Aurelio Peccei byl zakladatelem Římského klubu. Střední školu absolvoval v Argentině a v roce 1958 přišel do Spojených států, kde začal vysokoškolské studium fyziky. Získal bakalářský titul na Massachusettském technologickém institutu v roce 1962, magisterský titul na New York University v roce 1964 a doktorát opět na Massachusettském technologickém institutu v roce 1969.
Po zisku doktorátu krátce pracoval na Washingtonské univerzitě. V roce 1971 nastoupil na Stanfordovu univerzitu, kde byl Helen Quinnovou autorem tzv. Pecceiovy–Quinnové teorie, jednoho z nejznámějších navrhovaných řešení silného CP problému. V roce 1978 se vrátil do Evropy jako zaměstnanec Institutu Maxe Plancka v Mnichově v Německu. Připojil se k německé urychlovačové laboratoři DESY v Hamburku jako vedoucí teoretické skupiny, jímž byl od roku 1984. Zpět do Spojených států odešel roku 1989, začal pracovat na Kalifornské univerzitě v Los Angeles. Brzy poté se stal předsedou oddělení. Toto pozici vykonával až do doby, kdy byl v listopadu 1993 jmenován děkanem fyzikálního oddělení.
Peccei pracoval jako redaktor časopisu Journal of Physics G, byl členem Římského klubu, správcem Světové Akademie Umění a Věd, prezidentem nadace Aurelia Pecceiho a členem Americké fyzikální společnosti a Institutu fyziky ve Spojeném království. Na počátku 21. století působil v mnoha poradních sborech v Evropě a v USA. Předsedal vědecké poradní radě laboratoře pro jadernou fyziku na Cornellově univerzitě a byl hostujícím členem výboru pro laboratoř jaderné fyziky na Massachusettském technologickém institutu. Byl také členem rady pro výzkum Kalifornské univerzity.

## Ocenění
- Člen Americké fyzikální společnosti
- Laureát Sakuraiovy ceny za teoretickou částicovou fyziku pro rok 2013[6]